# Sprucemont (Nevada)

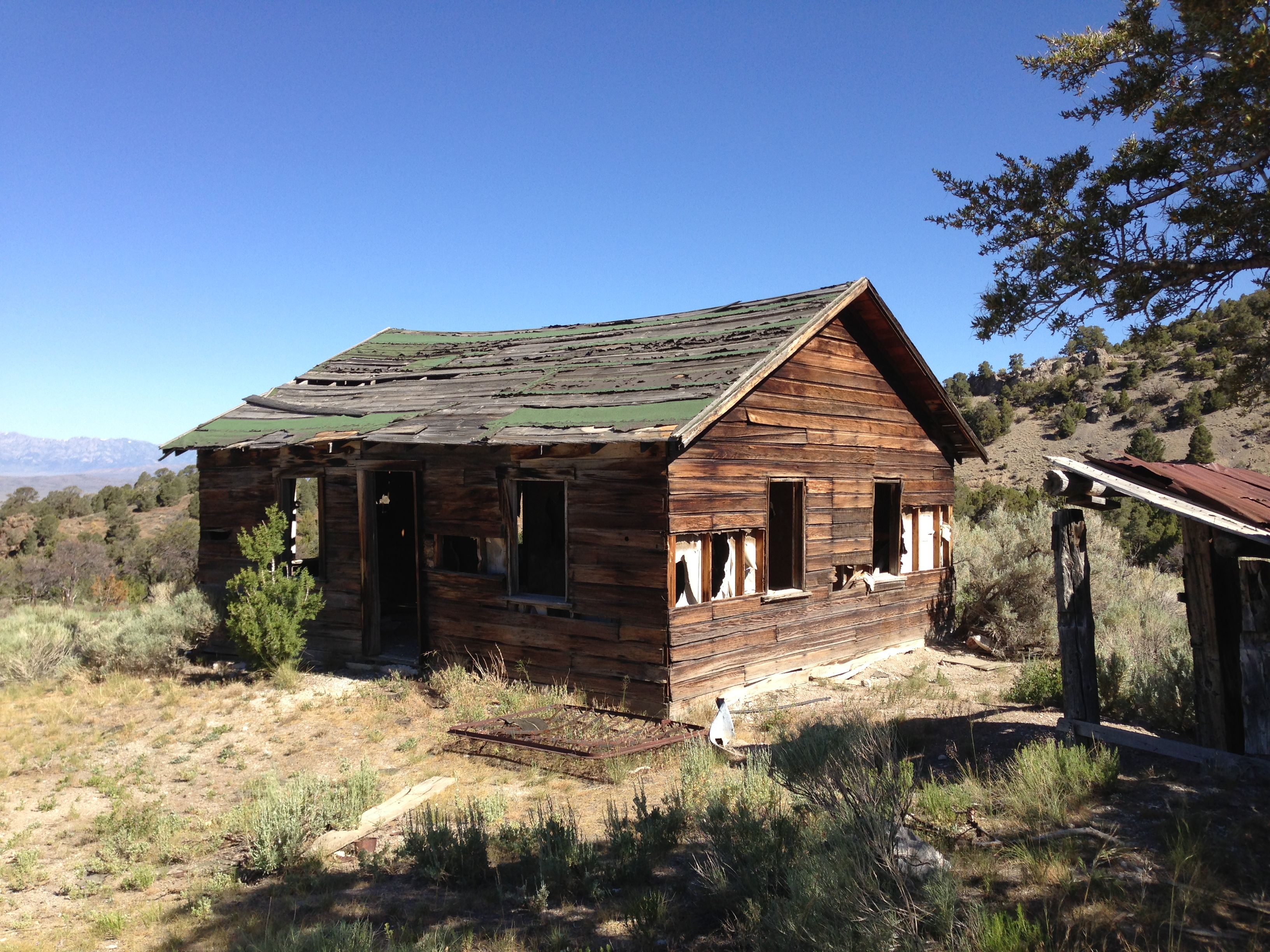
Vivienda abandonada en la ciudad extinta de Sprucemont, Nevada.

Sprucemont es una ciudad extinta en el Condado de Elko, en el estado de Nevada, aunque el Sistema de Información de Nombres Geográficos lo clasifica como un lugar poblado.

## Historia
La comunidad tomó su nombre del cercano monte Spruce. El lugar fue conocido también como "Spruce City" y "Spruce Mount". Una oficina postal llamada Sprucemount se estableció en 1880, el nombre se cambió a Spruce en 1895, se cambió nuevamente a Sprucemont en 1929, y la oficina de correos se suspendió en 1935.